# 54 Gwardyjska Dywizja Rakietowa
54 Gwardyjska Dywizja Rakietowa (ros. 54-я гвардейская ракетная ордена Кутузова дивизия ) – związek taktyczny Wojsk Rakietowych Przeznaczenia Strategicznego Związku Radzieckiego, następnie – Federacji Rosyjskiej. 
Jednostka posiadająca numer 34048 stacjonuje w mieście Tejkowo w obwodzie iwanowskim.  W 2008 dysponowała 9 zestawami strategicznych rakiet balistycznych RS-12 M i 15 zestawami RT-2 PM2 Topol M.

 Dywizja wchodziła w skład 27 Gwardyjskiej Armii Rakietowej.

## Struktura organizacyjna
2011
- dowództwo – Tejkowo[7]
- 235 Iwanowski pułk rakietowy
- 285 pułk rakietowy
- 321 pułk rakietowy
- 2426 techniczna baza rakietowa
- 289 węzeł łączności
- 857 ruchome SD